# 南雲武烈
南雲 武烈（なんくも たけやす）は、日本の男性声優。以前は、エーエス企画に所属していた。

## 出演作品

### ゲーム
2005年
- エスプガルーダII 〜覚聖せよ。生まれし第三の輝石〜（マダラ[2][3]）※アーケード

2010年
- エスプガルーダII ブラックレーベル（マダラ）※Xbox 360・iPhone

### 吹き替え
ドラマ
- バビロン5　(第5シーズン)[3]

映画
- トレマーズ4[3]

アニメ
- KND キッズネクストドア[3]